# Roaring Forties

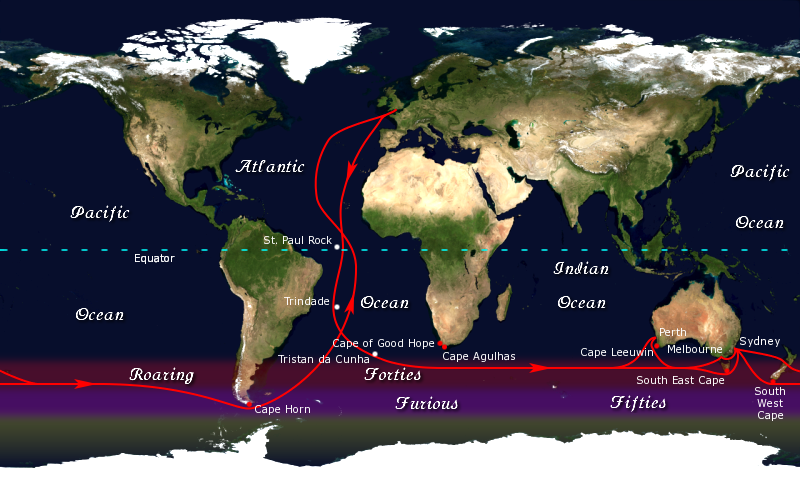
Lage der Roaring Forties und der benachbarten Zonen als Bestandteil der Clipperroute

Mit dem englischen Ausdruck Roaring Forties (dt. Brüllende oder Donnernde Vierziger) bezeichnet man die Region der Westwindzone zwischen 40 und 50 Grad südlicher Breite.
Häufig Sturmstärke erreichende Winde aus westlicher Richtung wehen das ganze Jahr und bedingen unbeständiges Wetter, Regen sowie hohen Seegang. Im Bereich der Roaring Forties gibt es nur wenig Landmasse wie das Australien vorgelagerte Tasmanien, die Südinsel Neuseelands und das südamerikanische Patagonien.
Weltumsegler machen sich das Phänomen zunutze, indem sie für Weltumrundungen, Osten als bevorzugte Reiserichtung wählend, gezielt diese Breiten aufsuchen. Eine Umsegelung in Gegenrichtung ist sehr schwierig, aber möglich, wie etwa bei der Weltumsegelung von Wilfried Erdmann. Im 19. Jahrhundert hatten die Roaring Forties wirtschaftliche Bedeutung als Bestandteil der sogenannten Clipperroute, welche insbesondere als Handelsroute zwischen Europa und Australien bestand. Die mittlere Windgeschwindigkeit in diesen Breiten liegt zwischen 15 und 24 Knoten.
Weitere Bezeichnungen für Breiten der Westwindzone, gelegentlich auch auf der Nordhalbkugel, sind die Howling oder Furious Fifties (dt. meist Wilde oder Rasende Fünfziger) für die Region zwischen 50. und 60. Breitengrad (impliziert die Schwierigkeit der Umrundung von Kap Hoorn) und die Screaming Sixties (dt. meist Heulende Sechziger) für jene zwischen dem 60. und 70. Breitengrad.